# 茶犬的房间DS
《茶犬的房间DS》是由MTO开发的茶犬主题电子宠物游戏，2006年登陆任天堂DS平台。2007年，育碧发行了写实风格的海外版，2008年MTO又将该版逆引入日本。媒体指摘该作相较于电子宠物游戏更像小游戏合辑。

## 玩法
在国际版中，玩家从11种狗中择一抚养。IGN将游戏比作《任天狗狗》、《Clubhouse Games》、「动物森友会」的结合体，认为该作有电子宠物与宠物模拟游戏类玩法，但主要围绕室内设计展开，并融入纸牌要素。玩家游玩各类小游戏赚取道具，装潢房间。小游戏有扑克、潛烏龜、疯狂八分牌、二十一點等纸牌游戏，也包括保齡球、记忆游戏等游戏。

## 开发
《茶犬的房间DS》于2006年4月27日发行。该作以Game Boy Advance游戏《茶犬的房间》为基础制作，利用的任天堂DS的3D绘图特性，亦为系列首款启用3D画面的游戏。2007年，育碧在海外发行了一系列《Dogz 2》游戏，其中本作于11月以「Petz: Dogz 2」为题发行。该版游戏经过重新制作，狗的形象更为逼真。及后，MTO将写实风格的《Petz: Dogz 2》引回日本，于2008年3月13日发行《Oheya o Kazarō Koinu no Heya》。

## 评价
| 媒体          | 得分   |
| ------------- | ------ |
| Gamekult      | 2/10   |
| IGN           | 6.8/10 |
| Jeuxvideo.com | 7/20   |
| Fami通        | 24/40  |

IGN的Lucas Thomas就游戏结合多类玩法一事展开点评，他称玩家能获得较有趣的体验，感觉游戏到不够统一。他青睐该作收录的传统桌上游戏，并建议「传统电子宠物」爱好者慎购该作。Gamekult评测人Loup Lassinat-Foubert严厉批评游戏，称Q版画风很难让人联想到动物，并认为游戏画面纹理和模型品质不佳。Jeuxvideo批评游戏与狗的互动不多，反而更像小游戏合辑。《Fami通》评测了2008年日本逆输入版游戏，认为其与原版差别不大。